# Hexatoma rubrinota
Hexatoma rubrinota là một loài ruồi trong họ Limoniidae. Chúng phân bố ở miền Tân bắc.